# راس داشن
راس داشن( Ge'ez ራስ ዳሸን rās dāshen or ራስ ደጀን rās dejen, Amh. ) بلندترین قله اتیوپی و یکی از ۱۰ قله بلند آفریقا است.